# Henry Gray Turner

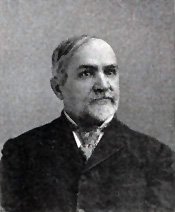
Henry Gray Turner

Henry Gray Turner (* 20. März 1839 bei Henderson, North Carolina; † 9. Juni 1904 in Raleigh, North Carolina) war ein US-amerikanischer Politiker. Zwischen 1881 und 1897 vertrat er den Bundesstaat Georgia im US-Repräsentantenhaus.

## Werdegang
Henry Turner besuchte die öffentlichen Schulen seiner Heimat und studierte danach bis 1857 an der University of Virginia in Charlottesville. Im Jahr 1859 zog er in das Brooks County in Georgia, wo er als Lehrer arbeitete. Während des Bürgerkrieges stieg er im Heer der Konföderierten Staaten vom einfachen Soldaten bis zum Hauptmann auf. Nach einem anschließenden Jurastudium und seiner im Jahr 1865 erfolgten Zulassung als Rechtsanwalt begann er in Quitman in seinem neuen Beruf zu arbeiten. Politisch war Turner Mitglied der Demokratischen Partei. Zwischen 1874 und 1876 saß er als Abgeordneter im Repräsentantenhaus von Georgia. Im Jahr 1876 war er Delegierter zur Democratic National Convention. Danach gehörte er von 1878 bis 1879 erneut dem Staatsparlament an.
Bei den Kongresswahlen des Jahres 1880 wurde Turner im zweiten Wahlbezirk von Georgia in das US-Repräsentantenhaus in Washington, D.C. gewählt, wo er am 4. März 1881 die Nachfolge von William Ephraim Smith antrat. Nach sieben Wiederwahlen konnte er bis zum 3. März 1897 acht Legislaturperioden im Kongress absolvieren. Seit 1893 vertrat er dort den damals neu geschaffenen elften Distrikt seines Staates. Von 1883 bis 1887 war Turner Vorsitzender des Wahlausschusses; von 1893 bis 1895 leitete er den Ausschuss zur Kontrolle der Ausgaben des Innenministeriums. Für die Wahlen des Jahres 1896 lehnte Turner eine erneute Kandidatur ab. In der Folge arbeitete er wieder als Anwalt in Quitman. Im Jahr 1903 wurde er Richter am Supreme Court of Georgia. Er starb am 9. Juni 1904 in Raleigh und wurde in Quitman beigesetzt.
Nach ihm ist Turner County in Georgia benannt.